# Free Library of Philadelphia

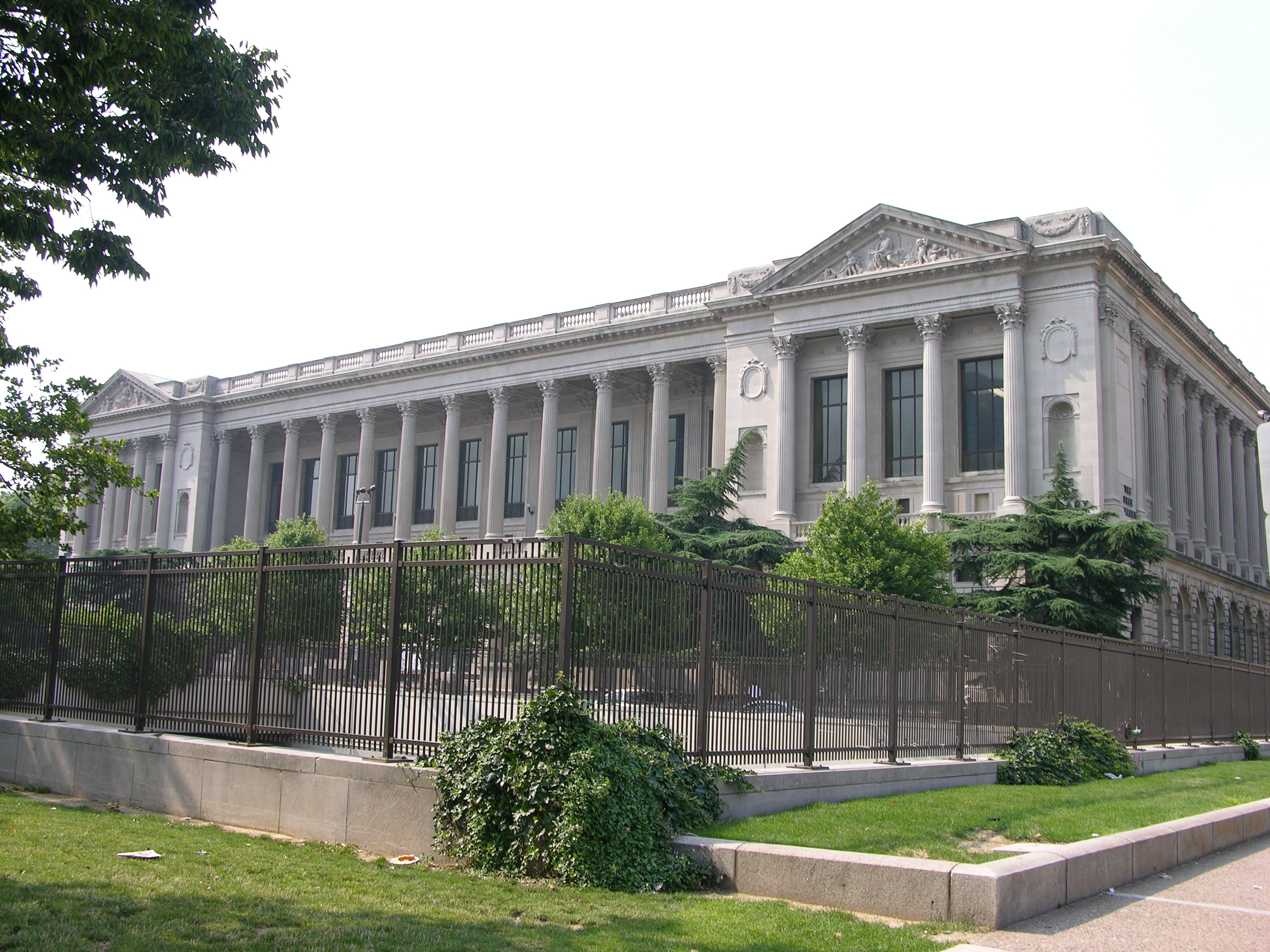
Free Library of Philadelphia.

La Free Library of Philadelphia est une bibliothèque publique de la ville de Philadelphie, sur la côte est des États-Unis. Elle fut fondée en 1891 grâce à George S. Pepper. Le bâtiment actuel date des années 1920. En 1898, elle possédait déjà plus de 1,7 million d'ouvrages. Aujourd'hui, elle abrite plus de sept millions d’ouvrages et se divise en 54 annexes présentes dans les divers quartiers. La bibliothèque conserve également plus de six millions de documents divers (cartes, microfilms, photographies, etc.) et compte près de 500 000 utilisateurs réguliers. En 2005, des travaux d'agrandissement de la bibliothèque centrale ont été réalisés et un auditorium de 600 places a été aménagé. Les collections de livres rares conservent plusieurs manuscrits originaux de l'écrivain américain Edgar Allan Poe, qui a vécu à Philadelphie.

## Mission et Services
La mission de la Free Library of Philadelphia est de développer la littéracie, de guider l’apprentissage et d’inspirer la curiosité dans le but de bâtir une communauté dédiée à l’apprentissage perpétuel. L’organisme promeut également la diversité, l’équité et l’inclusion dans toutes ses activités, créant des espaces inclusifs pour les individus de tout âge et toute origine. La bibliothèque encourage l’inclusion en organisant des discussions sur les différences et les enjeux sociaux complexes tout en s’appuyant sur des ressources académiques. Par ailleurs, La Free Library of Philadelphia figure parmi la liste des bibliothèques qui ont signé le Urban Libraries Council’s Statement on Race and Social Equity, une déclaration nationale qui aide à l’élaboration de politiques et d’actions en matière d’inclusion et d’équité. L'organisme aspire à supporter les technologies nouvelles, à fournir aux usagers des ressources informationnelles dans une variété de formats et d’être à l’affût des nouvelles tendances numériques.

### Building Inspiration: 21st Century Libraries
En 2017, quatre succursales du réseau de la Free Library ont rouvert leurs portes à la suite de l’initiative Building Inspiration: 21st Century Libraries. Cette initiative visait à transformer les succursales en espaces d’engagement communautaire, de services publics, d’opportunités économiques de récréation et d’apprentissage. Une des priorités de cette initiative était de changer le modèle traditionnel de la bibliothèque vers un modèle progressif en créant des espaces accueillants et accessibles, en instaurant des postes libre-service et en développant une programmation innovante. Au-delà de la conception des espaces physiques, l’initiative visait à augmenter l’engagement bibliothéconomique en effectuant des partenariats avec les institutions scolaires locales. À cet effet, les bibliothécaires et les professeurs ont travaillé de concert afin de développer un modèle stratégique de collaboration entre la Free Library et la School District of Philadelphia.

### Services et impacts
La Free Library of Philadelphia offre de nombreux services gratuits à ses usagés tels que l’emprunt de documents physiques et électroniques, l’accès à des bases de données académique ainsi que l’accès à internet par le biais d’ordinateurs publics. La Free Library organise des activités d’apprentissage de l’anglais pour les adultes et les enfants, passant du niveau débutant à intermédiaire. Les usagers ont également accès à un service en ligne d’aide aux devoirs. Ce service gratuit met à la disposition des élèves des ressources et des tuteurs en mathématiques, sciences, anglais et sciences sociales. Par ailleurs, elle offre la possibilité aux adultes d’obtenir leur équivalence d’éducation secondaire grâce à leur partenariat avec des institutions telles que la Community College of Philadephia et la Community Learning Center. Elle offre également des programmes d’enseignement de la lecture pour tous les âges qui durent généralement une heure. En 2010, Fels reporte la participation de 260,985 citoyens à ces activités d’apprentissage de la lecture.
Selon une étude menée par le groupe Fels, la Free Library contribue au développement de la main-d'œuvre de la ville. En 2010 Fels reporte la circulation de 191,256 volumes liée à l’emploi à travers le réseau de la Free Library. Dans un sondage sur l’utilisation des ordinateurs de la bibliothèque, le tiers des répondants expriment avoir utilisé un ordinateur pour rechercher un emploi. Additionnellement, 38,074 citoyens ont assisté aux différents programmes reliés à l’embauche. À travers ses activités reliées au développement de la main-d'œuvre, Fels estime que 979 citoyens ont été embauchés grâce aux ressources provenant de la bibliothèque en 2010. En 2015, une étude démontre que la Free Library a contribué à lutter contre la pauvreté grâce à ses 6 foires de l’emploi comprenant un total de 68 employeurs et 1689 demandeurs d’emploi.

#### Culinary Literacy Center
Dans la succursale de la Parkway Central Library se retrouve la Culinary Literacy Center, un département dédié au développement de la littéracie à travers la cuisine. Ce centre vise entre autres à développer la littéracie alimentaire des usagés, de leur fournir des moyens de se nourrir de manière écoresponsable ou de comprendre d’où provient les aliments que l’on utilise. Certaines activités vont regrouper différentes compétences. Par exemple dans le cours Edible Alphabet, les citoyens sont invités à pratiquer leur conversation en anglais tout en cuisinant avec les autres membres de la communauté. Le département contribue effectivement au développement de la santé par le biais de ces programmes sur l’alimentation saine. Selon une étude publiée en 2016, la Free Library a recensé 5500 participants dans les activités reliées à l’alimentation durant l’année fiscale de 2015. Parmi ces activités on retrouve des cours sur la préparation de repas et des cours sur la conception d’un budget pour une alimentation saine. Par conséquent, la Culinary Literacy Center contribue à réduire les taux d’obésité, d’hypertension et de diabètes qui sont parmi les plus hauts des grandes métropoles des États-Unis.